# Bistrik Kula

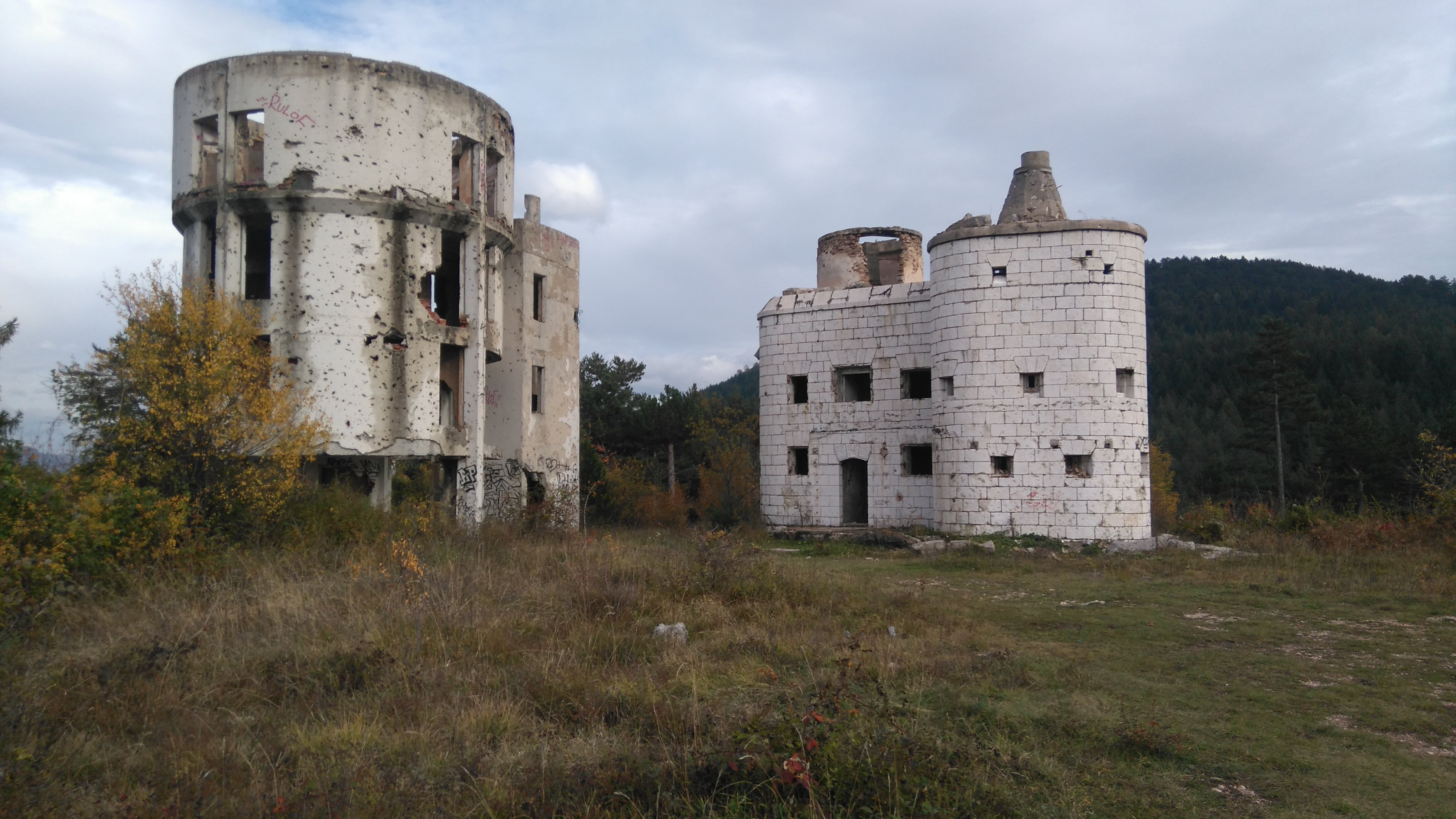
Ruinerna av observatoriet

Bistrik Kula är ett slott i Bosnien och Hercegovina.   Det ligger i entiteten Federationen Bosnien och Hercegovina, i den centrala delen av landet, 7 kilometer öster om huvudstaden Sarajevo. Bistrik Kula ligger 986 meter över havet.
Terrängen runt Bistrik Kula är huvudsakligen kuperad, men västerut är den platt. Terrängen runt Bistrik Kula sluttar västerut.Runt Bistrik Kula är det ganska tätbefolkat, med 72 invånare per kvadratkilometer.. Närmaste större samhälle är Sarajevo, 6,6 kilometer väster om Bistrik Kula. 
I omgivningarna runt Bistrik Kula växer i huvudsak lövfällande lövskog.